# 阿部泰河
阿部 泰河（あべ たいが、2000年9月2日 - ）は、北海道苫小牧市出身のプロアイスホッケー選手。ポジションはフォワード。アジアリーグアイスホッケーのH.C.栃木日光アイスバックスに所属。

## 経歴
駒澤大学附属苫小牧高等学校から東洋大学に進学。
2023年1月2日にアジアリーグアイスホッケーの2022-2023年シーズン途中ながら、アジアリーグアイスホッケーのH.C.栃木日光アイスバックスに入団。1月25日に栃木県庁の記者クラブにて宮田大輔と共に入団会見を行った。 
2023-2024シーズンはシーズン中の10月31日に11月に苫小牧市にて実施されたアイスホッケー男子日本代表の国内合宿の参加メンバーに選出された。12月に横浜市で開催された第91回全日本アイスホッケー選手権大会にアイスバックスの選手として参加。アイスバックスは優勝を果たし、阿部自身も優勝を経験することになった。シーズンでは2024年1月20日の東北フリーブレイズ戦でアジアリーグ初ゴールを記録した。
オフの2024年4月8日に安平町の安平町スポーツセンターで開催されたアイスホッケー男子日本代表の選考合宿に参加するメンバーに選出された。5月17日にアイスバックスと契約を更新した。尚、背番号は「86」に変更となった。

## 詳細情報

### 背番号
- 10（2023年-24年）
- 86（2024年 - ）